# Municipio de Sonora
El municipio de Sonora (en inglés: Sonora Township) es un municipio ubicado en el condado de Hancock en el estado estadounidense de Illinois. En el año 2010 tenía una población de 494 habitantes y una densidad poblacional de 5,08 personas por km².

## Geografía
El municipio de Sonora se encuentra ubicado en las coordenadas 40°30′13″N 91°18′12″O / 40.50361, -91.30333. Según la Oficina del Censo de los Estados Unidos, el municipio tiene una superficie total de 97.17 km², de la cual 92,7 km² corresponden a tierra firme y (4,6 %) 4,47 km² es agua.

## Demografía
Según el censo de 2010, había 494 personas residiendo en el municipio de Sonora. La densidad de población era de 5,08 hab./km². De los 494 habitantes, el municipio de Sonora estaba compuesto por el 98,18 % blancos, el 1,21 % eran de otras razas y el 0,61 % eran de una mezcla de razas. Del total de la población el 1,42 % eran hispanos o latinos de cualquier raza.